# Roland Ris
Roland Ris (* 29. September 1939 in Unterseen) ist ein Schweizer Germanist und emeritierter Professor der ETH Zürich.

## Leben
Ris studierte Germanistik, allgemeine und indogermanische Sprachwissenschaft sowie lateinische und romanische Philologie an der Universität Bern, der Freien Universität Berlin und der Philipps-Universität Marburg. Er war von 1972 bis 1976 Professor an der Universität Bern und von 1976 bis 2004 Professor für deutsche Sprache und Literatur an der ETH Zürich und Präsident der Kommission für die Nationalen Wörterbücher. Von 1998 bis 2004 war er auch Präsident der Schweizerischen Akademie der Geistes- und Sozialwissenschaften (SAGW).
Ris’ Forschungsschwerpunkte sind Schweizer Literatur und schweizerdeutsche Dialektologie; ein Steckenpferdchen ist die Malediktologie. Er arbeitet unter anderem an einem umfassenden Berndeutschen Wörterbuch, an einem Schweizer Fluchwörterbuch mit dazugehöriger Sozialgeschichte sowie einem Wörterbuch der schweizerischen Studentensprache, welches derzeit von der Schweizerischen Vereinigung für Studentengeschichte herausgegeben wird.
Durch einen Auftritt in der Sendung TV total am 9. November 2005 wurde er auch dem deutschen Fernsehpublikum bekannt. Hier erklärte er Stefan Raab und den interessierten Zuschauern die Herkunft ausgewählter Schimpfwörter. 2006 war er zudem Talkgast von Kurt Aeschbacher und 2013 von Frank Elstner in der Talksendung Menschen der Woche im Südwestrundfunk.

## Publikationen
- Das Adjektiv «reich» im mittelalterlichen Deutsch. Geschichte – semantische Struktur – Stilistik. De Gruyter, Berlin 1971, ISBN 3-11-001835-7.
- Bibliographie der berndeutschen Mundartliteratur. Selbständig erschienene, rein oder mehrheitlich berndeutsche Publikationen von den Anfängen bis und mit Erscheinungsjahr 1987. Emmentaler Druck, Langnau 1989, ISBN 3-85654-901-3.
- Le gong, le chat, le sphinx. Approches de la poésie tardive de Rilke. SAGW, Bern 2001.
- Wörterbuch der schweizerischen Studentensprache. 4 Bände. SVSt, Bern 2020–2022.